# Alice Onono
Alice Onono (Nairobi, 3 settembre 1966) è un'ex cestista keniota.

## Carriera
Con il Kenya ha disputato i Campionati mondiali del 1994.